# Elias Farah
Elias Farah (* 1927 oder 1928 in Aleppo, Syrien; † 6. Dezember 2013 in Dubai, Vereinigte Arabische Emirate), gelegentlich auch Elyas oder 'Ilyās Farah (arabisch الياس فرح), war ein panarabischer Philosoph und Chefideologe der (irakischen) Baath-Partei.

## Leben und Wirken

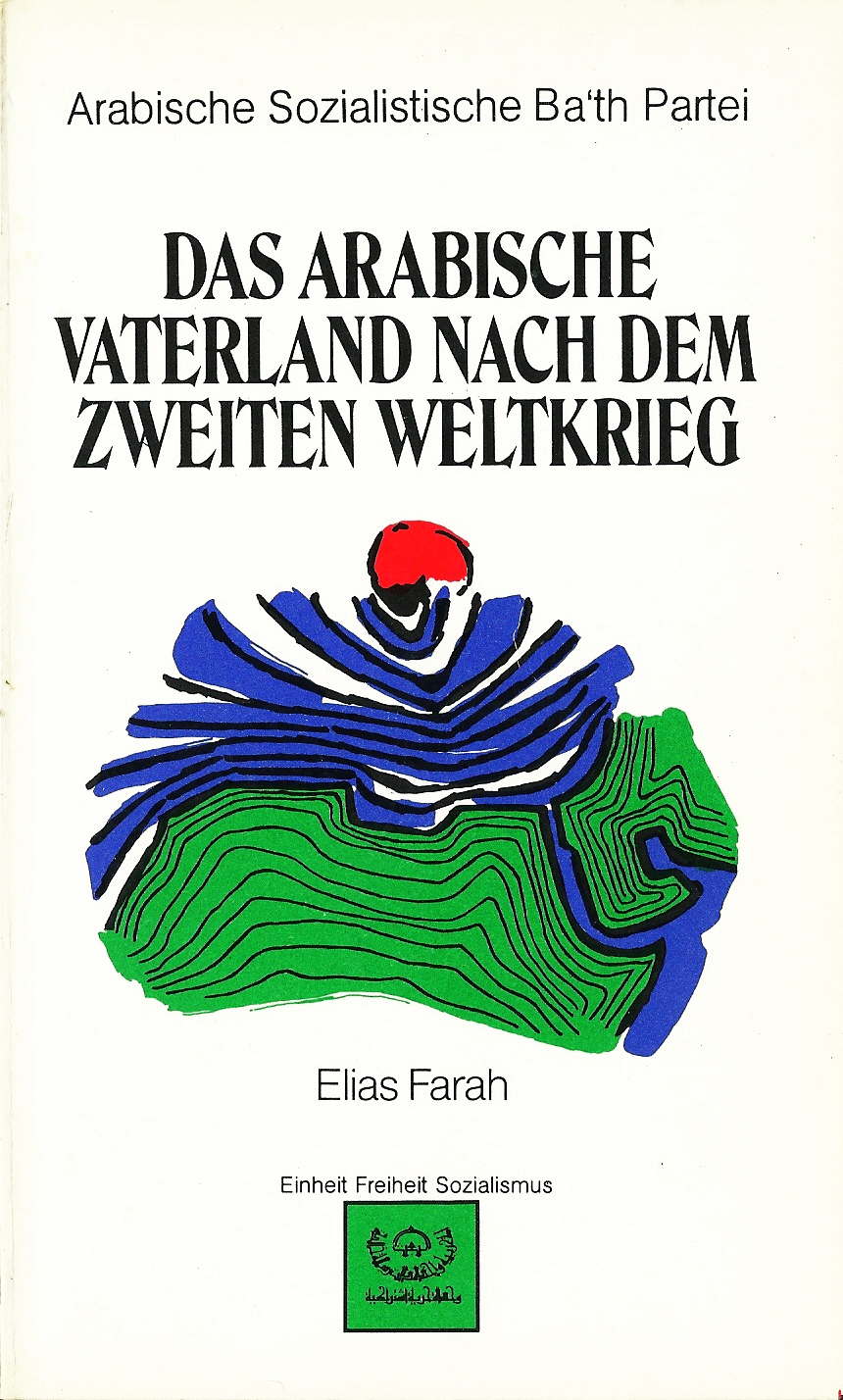
E. Farahs Buch „Das arabische Vaterland nach dem Zweiten Weltkrieg“

Elias Farah entstammte einer christlich-orthodoxen Familie aus Aleppo und promovierte sowohl an der Pariser Sorbonne als auch in der Schweiz. Er war 1947 eines der Gründungsmitglieder der syrischen Baath-Partei und wurde zu einem der engsten Weggefährten des Parteigründers Michel Aflaq. Für seine baathistische Parteiarbeit wurde er mehrmals verhaftet, nach der Absetzung Aflaqs als Parteichef floh er mit diesem und Shibli al-Aysami 1966 zuerst in den Libanon, ab 1968 dann in den Irak. Vom irakischen Baath-Regime wurde Aflaq (wieder) als Generalsekretär des Nationalkommandos der Partei (die gesamtarabische Leitung der Partei) eingesetzt, Farah wurde Mitglied des Nationalkommandos und neben al-Aysami Aflaqs engster Mitarbeiter.
Im gleichen Maße, wie Aflaq sich wegen seines fortschreitenden Alters aus der Parteiarbeit zurückzog, übertrug er ab 1978 die ideologische Ausrichtung der Partei zunehmend Farah. Nach Aflaqs Tod 1989 wurde Iraks Präsident Saddam Hussein neuer Generalsekretär der Nationalleitung und berief Farah zum Direktor der Partei-Akademie in Bagdad. Farah hat zahlreiche Werke zu Geschichte, Entwicklung und Ideologie der Baath-Partei verfasst und die Partei auf den Personenkult um Saddam Hussein mitausgerichtet. Nach der US-Invasion im Irak, dem Sturz des Baath-Regimes und der Tötung Saddam Husseins verklärte Farah ihn zum Märtyrer. Ab 2003 lebte er wieder in Syrien. Nach Ausbruch des Bürgerkriegs in Syrien übersiedelte er offenbar nach Dubai, wo er 2013 verstorben sein soll.

## Werke (Auswahl)
- Das arabische Vaterland nach dem Zweiten Weltkrieg (1973)
- Le mouvement de libération arabe face fascisme (1975)
- Entwicklung arabischer Ideologie (1978)
- Some Aspects of the life of the late comrade Michel Aflaq, the founding leader of the Bath Party (1989)